# DNA microarray
DNA microarray (còn gọi là DNA chip hay gene chip) là một tấm thủy tinh hoặc nhựa trên đó có gắn các đoạn DNA thành các hàng siêu nhỏ.
Các nhà nghiên cứu sử dụng các con chip như vậy để sàng lọc các mẫu sinh học nhằm kiểm tra sự có mặt hàng loạt trình tự cùng một lúc. Các đoạn DNA gắn trên chip được gọi là probe (mẫu dò). Trên mỗi điểm của chip có hàng ngàn phân tử probe với trình tự giống nhau.

## Lịch sử ra đời
Còn quá sớm để nói về lịch sử của DNA microarray vì kỹ thuật này tương đối mới và thuộc về tương lai hơn là quá khứ. Đầu tiên phải kể đến các mô tả đầu tiên về cấu trúc DNA của Watson & Crick (1953), cho thấy DNA có thể bị biến tính, phân tách thành hai mạch đơn khi xử lý bằng nhiệt hoặc dung dịch kiềm. Năm 1961, Marmur & Doty mô tả quá trình ngược lại, hồi tính, cơ sở của tất cả các phương pháp PCR và lai phân tử. Điều này gợi ra cách phân tích mối liên hệ trình tự của axit nucleic và các phương pháp phân tích dựa trên lai phân tử phát triển nhanh chóng.
Vào cuối những năm 1960, Pardue & Gall; Jones & Roberson đã tìm ra phương pháp lai in situ có sử dụng mẫu dò đánh dấu huỳnh quang, FISH. Phương pháp cố định các nhiễm sắc thể và nhân trên phiến kính (sao cho DNA tạo thành mạch kép với mẫu dò) ngày nay được sử dụng để đặt DNA lên phiến kính trong phương pháp microarray. Vào thời gian này, hoá học hữu cơ cũng phát triển, cho phép tổng hợp tự động các mẫu dò oligonucleotide vào năm 1979.
Kỹ thuật phân tích sử dụng phương pháp gắn đồng thời nhiều trình tự đích lên một bộ lọc hay màng theo thứ tự, phương pháp thấm điểm (dot blot), được Kafatos và cộng sự (1979) đưa ra. Với kỹ thuật này, các trình tự đích được cố định trên vật đỡ và lai với mẫu dò (thường là trình tự axit nucleic đã đánh dấu). Saiki và cộng sự (1989) đưa ra một cách khác, dot blot ngược, trong đó gắn nhiều mẫu dò theo thứ tự trên màng và đích để phân tích được đánh dấu. Cùng thời gian này, các array đầu tiên với giá thể không thấm nước được tạo ra trong phòng thí nghiệm của Maskos (1991). Đầu những năm 1990, kỹ thuật đánh dấu phát huỳnh quang đa màu được Ried và cộng sự; Balding & Ward giới thiệu.
Vào năm 1993, array chứa các oligonucleotide ngắn, dưới 19 nucleotide được tổng hợp in situ. Năm 1994, Hoheisel và cộng sự tăng mật độ chấm (spot) bằng cách dùng robot để lấy và đặt mẫu dò lên giá thể. Phương pháp tự động hoá này làm tăng tốc độ quá trình, giảm các sai sót chắc chắn mắc phải khi thực hiện những thủ tục có tính lặp lại cao bằng tay, và tăng tính chính xác vị trí, tăng tính đồng hình của các spot mẫu.
Tất cả các thí nghiệm tiên phong ở trên là cơ sở của kỹ thuật array hiện nay. Người ta đánh giá rằng, kỹ thuật này có thể sẽ phát triển đến mức chỉ vài năm nữa có thể so sánh nó với kỹ thuật PCR không thể thiếu trong sinh học hiện nay